# Mathias Hain

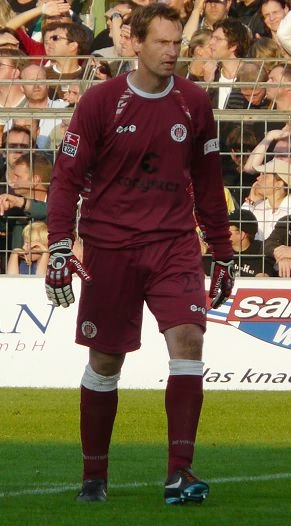
Mathias Hain

Mathias Hain (Goslar, 31 december 1972) is een voormalig  voetbaldoelman uit Duitsland die in 2011 zijn actieve loopbaan beëindigde. Hij kwam sinds 2008 uit voor de Bundesligaclub FC St. Pauli. Voordien speelde hij onder meer voor Eintracht Braunschweig en SpVgg Greuther Fürth.

## Carrière
- 1978-1988: SV Schladen (jeugd)
- 1988-1989: FG Vienenburg (jeugd)
- 1989-1993: Eintracht Braunschweig (jeugd)
- 1993-1999: Eintracht Braunschweig
- 1999-oktober 2000: SpVgg Greuther Fürth
- oktober 2000-2008: Arminia Bielefeld
- 2008-2011: FC St. Pauli